# Tom Sawyers äventyr (film, 1930)
Tom Sawyers äventyr (originaltitel: Tom Sawyer) är en amerikansk äventyrsfilm från 1930 i regi av John Cromwell, baserad på Mark Twains roman från 1876 med samma titel, en klassiska berättelse om en ung pojke och hans vänner vid Mississippifloden. Titelrollen spelas av Jackie Coogan.

## Handling
Tom Sawyer (Jackie Coogan) och hans vänner Huckleberry Finn (Junior Durkin) och Joe Harper är med om åtskilliga äventyr, som att rymma för att bli pirater och, då de tros ha drunknat, besöka sin egen begravning.

## Medverkande i urval
- Jackie Coogan - Tom Sawyer
- Junior Durkin - Huckleberry Finn
- Mitzi Green - Becky Thatcher
- Lucien Littlefield - Lärare
- Tully Marshall - Muff Potter
- Clara Blandick - Tant Polly
- Mary Jane Irving - Mary
- Jane Darwell - Änkan Douglas